# 234P/LINEAR
La comète LINEAR, officiellement 234P/LINEAR, est une comète périodique du système solaire, découverte le 8 février 2002 par le programme LINEAR.